# Синьокрила пита
Синьокрилата пита (Pitta moluccensis) е вид врабчоподобна птица от семейство Питови (Pittidae), разпространена в Австралия и Югоизточна Азия.

## Описание
Видът достига на дължина до 18-20,5 cm, има черна глава, бяла брадичка, тъмножълто коремче, зеленикави рамене, крилата са оцветени в ярко синьо, а опашката е червеникава. Клюнът е черен, очите са кафяви, а краката – бледо розови.

## Разпространение и местообитание
Синьокрилите пити са масово разпространени в Бруней, Камбоджа, Китай, Индия, Индонезия, Лаос, Малайзия, Мианмар, Филипините, Сингапур, Тайланд и Виетнам. По-рядко се срещат в Австралия, Остров Рождество, Тайван и Хонконг. Естествената им среда са субтропичните и тропични влажни равнинни гори.